# Gesetz ohne Gnade
Pour plus de détails, voir Fiche technique et Distribution.
Gesetz ohne Gnade (en français Loi sans pitié) est un film germano-autrichien réalisé par Harald Reinl sorti en 1951.
Le rôle principal est joué par le prêtre catholique Karl Loven, auteur du roman Das Gipfelkreuz et de son adaptation qui s'inspire de son vécu du nazisme.

## Synopsis
Quelque part dans une dictature fictive, qui n'est pas désignée par son nom, dans laquelle le pouvoir de l'appareil d'État sur le peuple est omniprésent, les activités religieuses sont strictement interdites et l'institution de l'Église est massivement harcelée : dans ces circonstances les plus difficiles imaginables, un jeune prêtre catholique idéaliste essaie de redonner aux jeunes du pays l'enthousiasme pour la foi chrétienne. Après beaucoup de persuasion, l'aumônier gagne peu à peu la confiance de quelques jeunes. Mais l'État reste omniprésent et veille avec des yeux d'aigle pour s'assurer que sa souveraineté et le pouvoir du régime ne soient pas remis en cause, même à distance.
Lorsque les jeunes veulent installer une croix au sommet d'une montagne, cet acte d'opposition de résistance soutenue est interprété comme de la propagande ecclésiastique et certains jeunes chrétiens sont arrêtés. Le prêtre assume la responsabilité de leurs actions pour protéger ses disciples des représailles. Il est arrêté par la police politique. On essaie maintenant de l'amener à se détourner de sa foi de toutes ses forces. Mais l'ecclésiastique reste inébranlable et résiste à toutes les tentations et menaces auxquelles il est confronté sous les traits du chef de la police. Avant que la peine de mort qui avait été ordonnée d'en haut puisse être exécutée, il tire sur l'aumônier.

## Fiche technique
- Titre original : Gesetz ohne Gnade
- Réalisation : Harald Reinl assisté de Lothar Gündisch
- Scénario : Karl Loven
- Musique : Giuseppe Becce
- Photographie : Josef Plesner
- Montage : Harald Reinl, Jürgen Jung, Herbert Heidmann
- Production : August Weißer, Karl Loven
- Société de production : Aafa-Filmproduktion, Lichtfilm
- Société de distribution : Tirol-Film
- Pays d'origine :  Allemagne de l'Ouest,  Autriche
- Langue : allemand
- Format : Noir et blanc - 1,37:1 - Mono - 35 mm
- Genre : Drame
- Durée : 88 minutes
- Dates de sortie :
  -  Allemagne de l'Ouest : 17 février 1951.

## Distribution
- Karl Loven : le prêtre
- Harriet Gessner
- Rudolf Schatzberg
- Gerhard Deutschmann
- Franz Trager
- Jan Boon

## Production
Le tournage a lieu à l'été 1950 à Berchtesgaden, dans la vallée de l'Inn, à Bad Reichenhall, au col Sella et à Rattenberg.